# Dioscorea balcanica
Espèce
Statut de conservation UICN

 NT  : Quasi menacé
Dioscorea balcanica est une espèce de plantes à fleurs monocotylédones de la famille des Dioscoreaceae, endémique des Balkans occidentaux.

## Distribution
L'aire de répartition de Dioscorea balcanica est très restreinte et limitée aux Balkans occidentaux : nord-est de l'Albanie, sud du Kosovo et du Monténégro (autour de la ville de Nikšić) et la partie ouest de la Macédoine du Nord (gorges du Drin noir). En Albanie, il subsiste quelques petites sous-populations dispersées à Gjallica e Lumës, Podbregj, Surroj (en), Mali i Shenjte et Vlashaj, Llange et Kasni dans la région de Dibra. Au Kosovo, l'espèce est présente jusqu'aux monts Pashtriku (en) et à proximité du village de Zhur dans les monts Koritniku (en).
Globalement, cette aire de répartition s'étend sur 6 254 km² en Albanie, Kosovo et Monténégro, alors que la zone d'occupation réelle est d'environ 36 km².